# With the Wild Crowd! Live in Athens, GA
Albums de The B-52's
Funplex
(2008) Live! 8-24-1979
(2015)
With the Wild Crowd! Live in Athens, GA est un album live des B-52's, sorti le 10 octobre 2011.
Cet album a été enregistré lors du concert donné par le groupe le 18 février 2011 au Classic Center, dans leur ville natale d'Athens en Géorgie, pour célébrer le 34e anniversaire de leur première prestation scénique le 14 février 1977. Un DVD de ce concert a été publié le 20 mars 2012.

## Liste des titres
| No  | Titre                 | Durée |
| --- | --------------------- | ----- |
| 1.  | Pump                  | 4:45  |
| 2.  | Private Idaho         | 3:45  |
| 3.  | Mesopotamia           | 4:50  |
| 4.  | Ultraviolet           | 4:21  |
| 5.  | Give Me Back My Man   | 5:38  |
| 6.  | Funplex               | 4:04  |
| 7.  | Whammy Kiss           | 3:50  |
| 8.  | Roam                  | 5:03  |
| 9.  | 52 Girls              | 3:46  |
| 10. | Party Out of Bounds   | 3:53  |
| 11. | Love in the Year 3000 | 4:15  |
| 12. | Cosmic Thing          | 3:58  |
| 13. | Hot Corner            | 3:27  |
| 14. | Band Intros           | 0:42  |
| 15. | Love Shack            | 5:44  |
| 16. | Wig                   | 4:00  |
| 17. | Planet Claire         | 4:51  |
| 18. | Rock Lobster          | 5:23  |

## Personnel
- Fred Schneider : chant
- Kate Pierson : chant
- Keith Strickland : guitare
- Cindy Wilson : chant
- Tracy Wormworth : basse
- Sterling Campbell : batterie
- Paul Gordon : claviers